# Cyndi Lauper
Cynthia Ann Stephanie Lauper, detta Cyndi (New York, 22 giugno 1953), è una cantautrice e attrice statunitense.
Ha fatto parte di molte cover band prima degli inizi della sua carriera, cantando principalmente brani di Jefferson Airplane, Led Zeppelin e Bad Company. Nel 1978, grazie all'interessamento di Ted Rosenblatt (suo manager), ha formato, insieme a John Turi, il gruppo pop rock Blue Angel, per poi proseguire la sua carriera da solista agli inizi degli anni '80, pubblicando il suo primo album di successo She’s So Unusual (1983).
Grazie alla pubblicazione di singoli come Girls Just Want to Have Fun, True Colors e Time After Time, tra gli altri, uniti ad una frizzante personalità, Cyndi Lauper è diventata una delle icone più celebri della musica pop.

## Biografia
Nata il 22 giugno 1953, a Ozone Park, Queens, New York, da Fred Lauper, di origine svizzera, e Catrine Dominique Gallo, di origine italiana, per la precisione di origini palermitane (Sicilia).
All'età di 12 anni inizia a suonare la chitarra e a scrivere le prime canzoni. Abbandonando le scuole superiori ha iniziato a viaggiare, soprattutto per il Canada, ritornando poi a New York.
Nella metà degli anni Settanta, Cyndi Lauper ha fatto parte di molte cover band, cantando canzoni principalmente di Jefferson Airplane, Led Zeppelin e Bad Company.

### 1978-1983: i Blue Angel
Nel 1978 crea una sua band pop rock, i Blue Angel, insieme a John Turi, e anche grazie all'aiuto di Ted Rosenblatt (manager).
I Blue Angel sono formati da Cyndi Lauper (voce); John Turi (tastiere); Johnny "Bullet" Morelli (percussioni); Lee Brovitz (basso) e Arthur "Rockin' A" Neilson (chitarra). Nel 1980 i cinque realizzano il primo album, l'omonimo Blue Angel, ma poco dopo la band si scioglie.
Lauper, a corto di denaro, inizia a lavorare come commessa, continuando comunque a coltivare la propria passione e a scrivere canzoni.
Tra le canzoni dei Blue Angel nel 1986 Cyndi Lauper ha riproposto Maybe He'll Know, dal suo secondo album True Colors, e nel 1994 ha reinterpretato I'm Gonna Be Strong per il suo primo greatest hits Twelve Deadly Cyns... and Then Some.
Nel 2008 Cyndi Lauper ha riproposto Anna Blue nella seconda edizione del True Colors Tour, durante l'esibizione live del 19 giugno, in Florida, al Bank Atlantic Center.

### 1983-1987: She's So Unusual, USA for Africa e True Colors
Nel 1981, mentre canta in un locale newyorkese, Lauper incontra David Wolff, che diventa suo manager e riesce a procurarle un contratto con la Portrait Records, una sottoetichetta della Columbia Records.
Nel dicembre 1983 esce il primo album solista di Cyndi Lauper: She's So Unusual, che presenta un mix equilibrato di ottima fattura di pop-rock e che strizza l'occhio sia agli adolescenti che alla musica dance, con voci che si rifanno ad un genere punk dal sound new wave. L'album viene promosso nel 1984 e diventa subito un successo internazionale.
Il primo singolo scelto per promuovere l'album è Girls Just Want to Have Fun, che diventa presto un vero e proprio inno, non esclusivamente femminista. Altre hit sono Time after Time, una ballata che sarà successivamente riproposta da oltre 70 artisti e il brano di apertura, Money Changes Everything.

Le doti di Cyndi Lauper non vacillano neanche nel difficile compito di cimentarsi con un brano di Prince, When You Were Mine. Molti hanno creduto a lungo che il pezzo fosse un duetto di Lauper con lo stesso Prince, perché il brano è quasi tutto a due voci, in due diverse tonalità, una più alta e una più bassa, mentre, in realtà, tutte le voci, anche quelle più basse, sono della stessa Cyndi, che ha cercato di fare suo il brano, senza snaturare troppo l'originale.
When we (Kim Carnes)
stand together as one (Kim Carnes/Cyndi Lauper/Huey Lewis)»
(Cyndi Lauper in una strofa di "We Are The World")

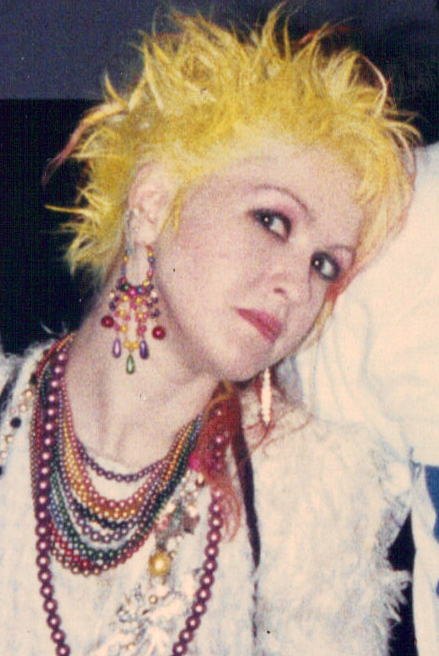
Cyndi Lauper nel 1985

Nel 1985 partecipa al progetto di beneficenza USA for Africa, cantando in We Are the World. Si ricorda il momento in cui insieme a Kim Carnes (reduce dal successo di Bette Davis Eyes) chiude l'ultimo verso della seconda strofa, emettendo una serie di acuti, prima del ritornello. Vince un Grammy Award per la categoria Miglior Artista Emergente e riceve anche una nomination nella categoria Album dell'anno per l'album di debutto She's So Unusual.
Fa il suo debutto cinematografico per pochi secondi nel film di Richard Donner I Goonies, interpretato dall'allora tredicenne Sean Astin e da Josh Brolin. In un cameo canta il tema principale: The Goonies 'R' Good Enough. Questo pezzo viene poi pubblicato come singolo e per esso vengono realizzati due videoclip, collegati l'uno all'altro ed ispirati alla trama del film.
Nel 1986 Cyndi Lauper pubblica il suo secondo album, True Colors, rivelando un sound più maturo e una maggior sensibilità. Collaborano all'album Nile Rodgers, Aimee Mann, Billy Joel e The Bangles. Anche se non ottiene il successo del precedente, presenta comunque diverse hit: la title track True Colors, il brano di apertura Change of Heart e una cover di un pezzo storico di Marvin Gaye, intitolato What's Going On. Tra gli altri brani del disco spiccano il breve episodio tribale costituito dalla datata Iko Iko e Boy Blue, dedicata a un amico di Lauper, affetto dal virus HIV e poi deceduto. Il ricavato del brano è stato donato poi per la ricerca sull'AIDS. Sempre nel 1987 Lauper viaggia per l'Unione Sovietica, in un progetto di collaborazione con alcuni scrittori sovietici.

### 1988-1993: A Night to Remember e altri progetti
Nel 1988 recita il suo primo vero ruolo da protagonista nella commedia Il segreto della piramide d'oro, a fianco di Jeff Goldblum e Peter Falk. Il film al box-office risulta un vero flop e anche la sua colonna sonora, con Hole in My Heart (All the Way to China), interpretata dalla stessa Lauper, non ottiene i risultati sperati.
Nel 1989 esce il terzo album, A Night to Remember, che è ben accolto dalla critica, ma non altrettanto dal pubblico. L'unica hit è il primo singolo, I Drove All Night, che rappresenta a tutt'oggi l'ultimo ingresso della cantante nella top ten americana dei singoli.
Nel 1990, Lauper canta Another Brick in the Wall, nella famosa performance di Roger Waters, The Wall - Live in Berlin, a Berlino. Nel 1992 prende parte, a fianco di Céline Dion, Tom Jones e tanti altri, a Tycoon, versione inglese dell'opera rock franco-canadese Starmania, dove reinterpreta Le monde est stone e un'altra canzone, Les uns contre les autres. L'adattamento in inglese di The World Is Stone è a cura di Tim Rice. Pur non essendo stato pubblicato negli Stati Uniti, il singolo ha un notevole successo in molti paesi. Nel 1993 recita a fianco di Michael J. Fox nel film Cercasi superstar, mentre per la televisione inizia a interpretare una serie di piccoli ruoli, tra i quali il personaggio di Marianne Lugasso nella sit-com Innamorati pazzi.
Nel 1993 esce anche il suo quarto album, Hat Full of Stars, che non ottiene però molto successo. L'album contiene un omaggio a Tiny Dancer, brano di Elton John e Bernie Taupin.

### 1994: Twelve Deadly Cyns... and Then Some e l'album natalizio
Visti i recenti insuccessi commerciali, nel 1994 pubblica il suo primo greatest hits, dal titolo Twelve Deadly Cyns...and Then Some. La compilation, che contiene anche una versione inedita, rivisitata in chiave moderna, di Girls Just Want to Have Fun, con un nuovo ritornello aggiunto, da cui deriva il nuovo sottotitolo, Hey now, viene presentata anche in Italia: al Roxy Bar, condotto da Red Ronnie, e alla manifestazione Vota la voce, su Canale 5. MTV Europa accetta di trasmettere massicciamente il video di Hey Now (Girls Just Want To Have Fun), diretto dalla stessa Lauper e ispirato ai film di Federico Fellini. Cyndi in esso sfila insieme ad un gruppo di drag queen, perché "tutte le donne hanno diritto ad una vita felice", anche quelle che non sono donne all'anagrafe. La collection ottiene un buon successo di mercato in Europa e in Giappone, mentre ottiene un riscontro meno buono negli Stati Uniti, dove viene promossa in un secondo momento. Il secondo singolo estratto dall'album è I'm Gonna Be Strong, rifacimento di un brano di J. Pitney già usato ai tempi dei Blue Angel, che viene accompagnato da un video diretto dalla stessa Lauper. Il terzo singolo, Come on Home, usato per la promozione negli Stati Uniti e accompagnato da diversi remix da discoteca, non ebbe a supporto nessun video promozionale.
Cyndi Lauper torna con un nuovo album di inediti soltanto nel 1997, quando pubblica Sisters of Avalon, dove affronta temi complessi e profondi, come il femminismo e l'omosessualità. Tra i brani, dalle sonorità molto diverse rispetto all'abituale stile di Lauper, spiccano la title track Sisters of Avalon e l'unico episodio dance del disco, The Ballad of Cleo & Joe.
Esce invece nel 1998 un album a tema natalizio: Merry Christmas... Have a Nice Life, ultimo album pubblicato dalla Epic Records.

### 2001-2006: Shine, At Last e The Body Acoustic

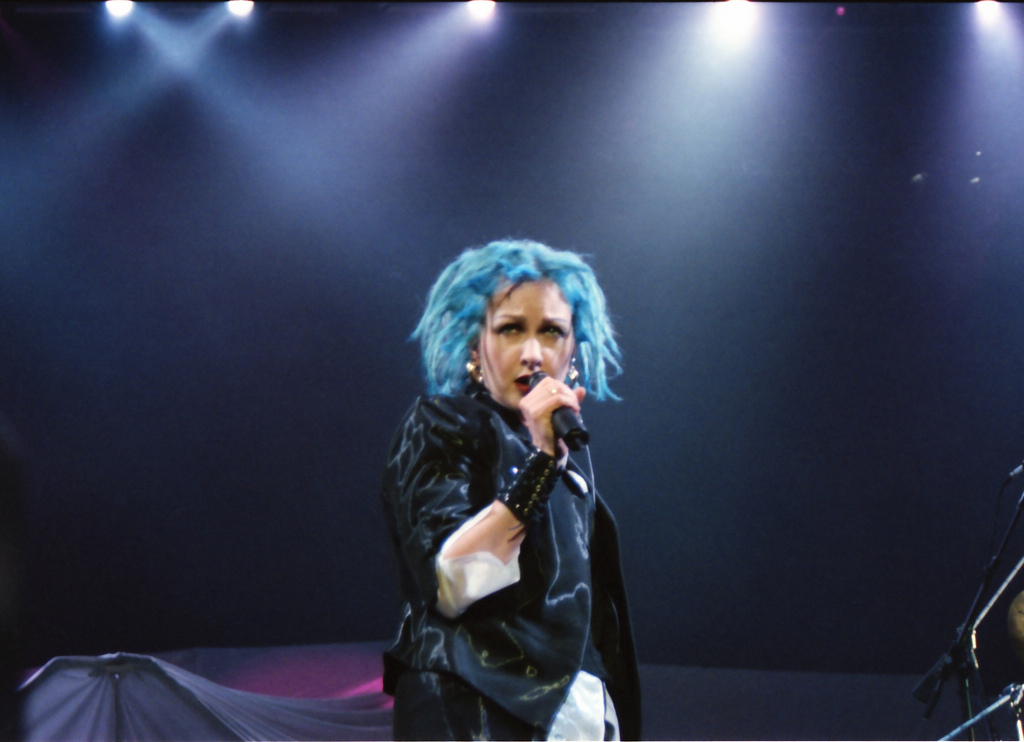
Cyndi Lauper durante un'esibizione nel 2000

Nel 2001 Shine la vede tornare alla ribalta anche con sonorità più pop-rock. L'uscita ufficiale dell'album è solo per il mercato giapponese e viene posticipata al 2004. Le cause sono dovute alla bancarotta della casa discografica Edel America Records (divisione della casa tedesca Edel Music): Cyndi ha così perso molto tempo, impegnata a riprendersi i diritti legati al disco, che era stato fatto uscire nel 2001 solo in via promozionale. Riesce comunque a trovare un'altra casa discografica disposta a pubblicare un EP nel 2002 e un remix del singolo della title track Shine, nel 2003.
Compone le musiche del film Terror Island, nel 2002, inserendovi anche una sua canzone, Water's Edge. Sempre nel 2002 è stata in tour con Cher, in alcune date del Living Proof: The Farewell Tour come artista di supporto.
Nel 2003 viene pubblicato At Last un album di cover in cui Cyndi Lauper, con un nuovo contratto della Sony-Epic, reinterpreta dei classici degli anni quaranta, cinquanta e sessanta.
Cyndi promuove l'album con tre brani: Walk on By, scritta da Burt Bacharach e interpretata, nel 1964, da Dionne Warwick, Stay, scritta da Maurice Williams ed interpretata per la prima volta, sempre nel 1964, da Four Seasons, e Until You Come Back to Me, scritta da Stevie Wonder nel 1960 insieme a Morris Broadnax e Clarence Paul, e reinterpretata, nel 1973, anche da Aretha Franklin.
At Last riesce a vendere 4 milioni e mezzo di copie. Sia in Australia che negli USA, l'album è nella Top 40 dei CD più venduti. Era dal 1994, con la raccolta Twelve Deadly Cyns...and Then Some, che un album di Cyndi Lauper non vendeva così tanto.
Nel 2004, Lauper s'imbarca per il The At Last Tour, un tour internazionale in cui fa il giro del mondo tra USA, Australia e Giappone. Per il successo inaspettato dell'album, la Sony decide di pubblicare il DVD Live... At Last, in cui viene riproposta la performance di New York, registrata l'11 marzo 2004, al Town Hall.
Nel 2005, ai Grammy Awards, Cyndi Lauper ha ricevuto una nomination per Unchained Melody, nella categoria Migliore composizione strumentale in accompagnamento a una performance vocale.
Sempre nel 2005, Lauper pubblica The Body Acoustic, in cui reinterpreta alcuni dei suoi classici, come True Colors in chiave acustica, insieme anche ad altri artisti partecipanti, come Shaggy, Ani DiFranco, Adam Lazzara, Jeff Beck, Puffy AmiYumi e Sarah McLachlan.

### 2006-2009: il debutto a teatro, Bring Ya to the Brink e il True Colors Tour

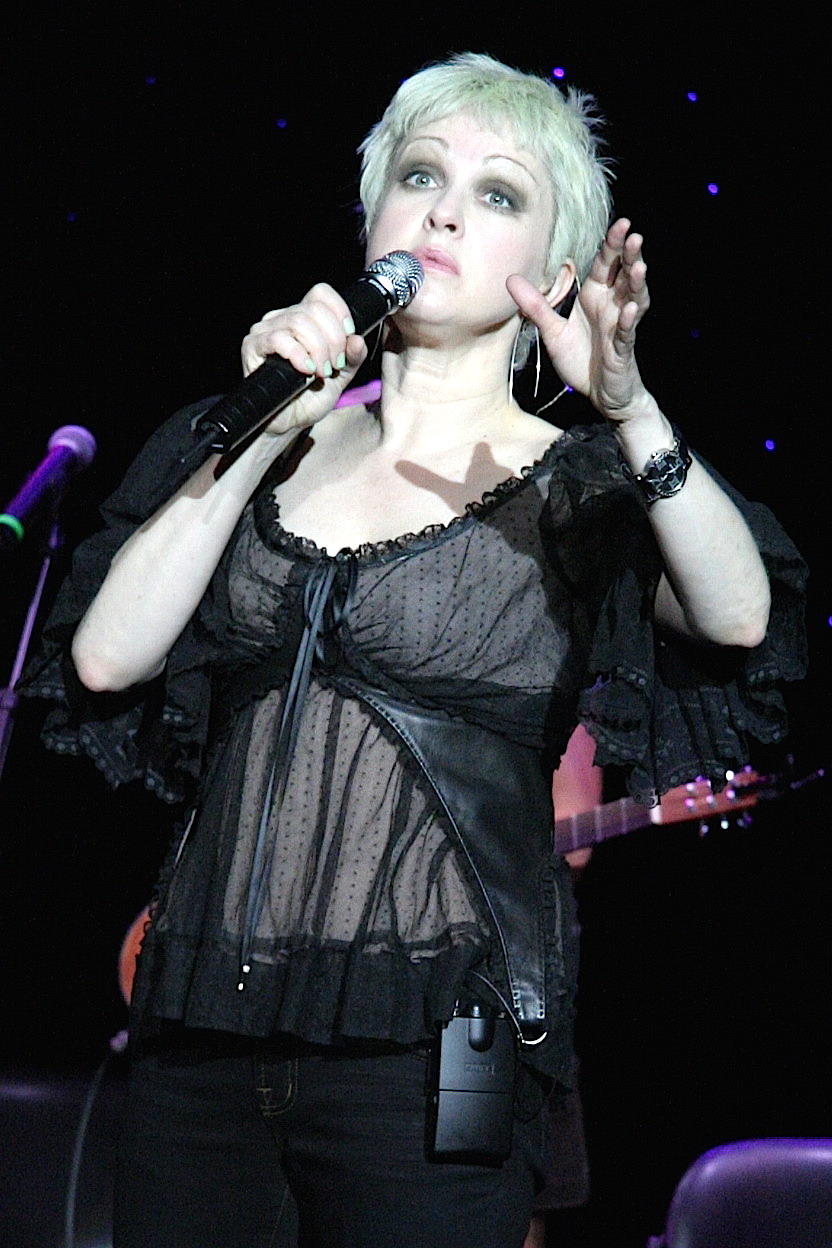
Cyndi Lauper in concerto nel 2006

Nel 2006 ha debuttato anche a teatro, a Broadway, nel rifacimento di The Threepenny Opera. VH1 Classic le ha dedicato uno speciale: Decades Rock Live, in cui Cyndi Lauper ha avuto l'occasione di esibirsi e duettare con molti altri artisti, quali Shaggy, Scott Wieland (Velvet Revolver, Stone Temple Pilots), Pat Monahan (Train), Ani DiFranco e The Hooters.
Il 16 ottobre 2006 è entrata a far parte della Long Island Music Hall of Fame.
Nel 2007 ha ideato e organizzato il True Colors Tour, una serie di concerti, in supporto alla comunità GLBT e all'organizzazione Human Rights Campaign. Il True Colors Tour ha toccato gli USA e il Canada, insieme ad ospiti e artisti musicali come Debbie Harry dei Blondie, Erasure, The Dresden Dolls, Rufus Wainwright, The Gossip.
Nel 2007 con gli Erasure, Cyndi Lauper ha registrato un nuovo pezzo, Early Bird, in programma nella scaletta del True Colors Tour e pubblicato sull'extended play Storm Chaser del duo, formato da Vince Clarke e Andy Bell. Dopo il True Colors Tour, Cyndi Lauper è stata in Sudamerica e in Giappone, per alcuni concerti.
Nel 2007 è stato pubblicato il brano The Lady in Pink, inserito nella colonna sonora di un film di animazione, della serie The Backyardigans. Lauper è nel cast di un nuovo film, Here and There, diretto da Darko Lungulov; per la pellicola ha composto anche una nuova canzone, intitolata Heart and Soul.
Nel 2008, a cavallo tra febbraio e marzo, Lauper è stata in Australia, per la promozione di un mini-tour di 8 date. Viene poi data la notizia riguardo all'evento del True Colors Tour che si rinnova per i mesi di giugno e luglio, con la partecipazione di nuovi artisti e gruppi musicali. Il 3 settembre del 2008 esce la compilation The essential Cindy Lauper.

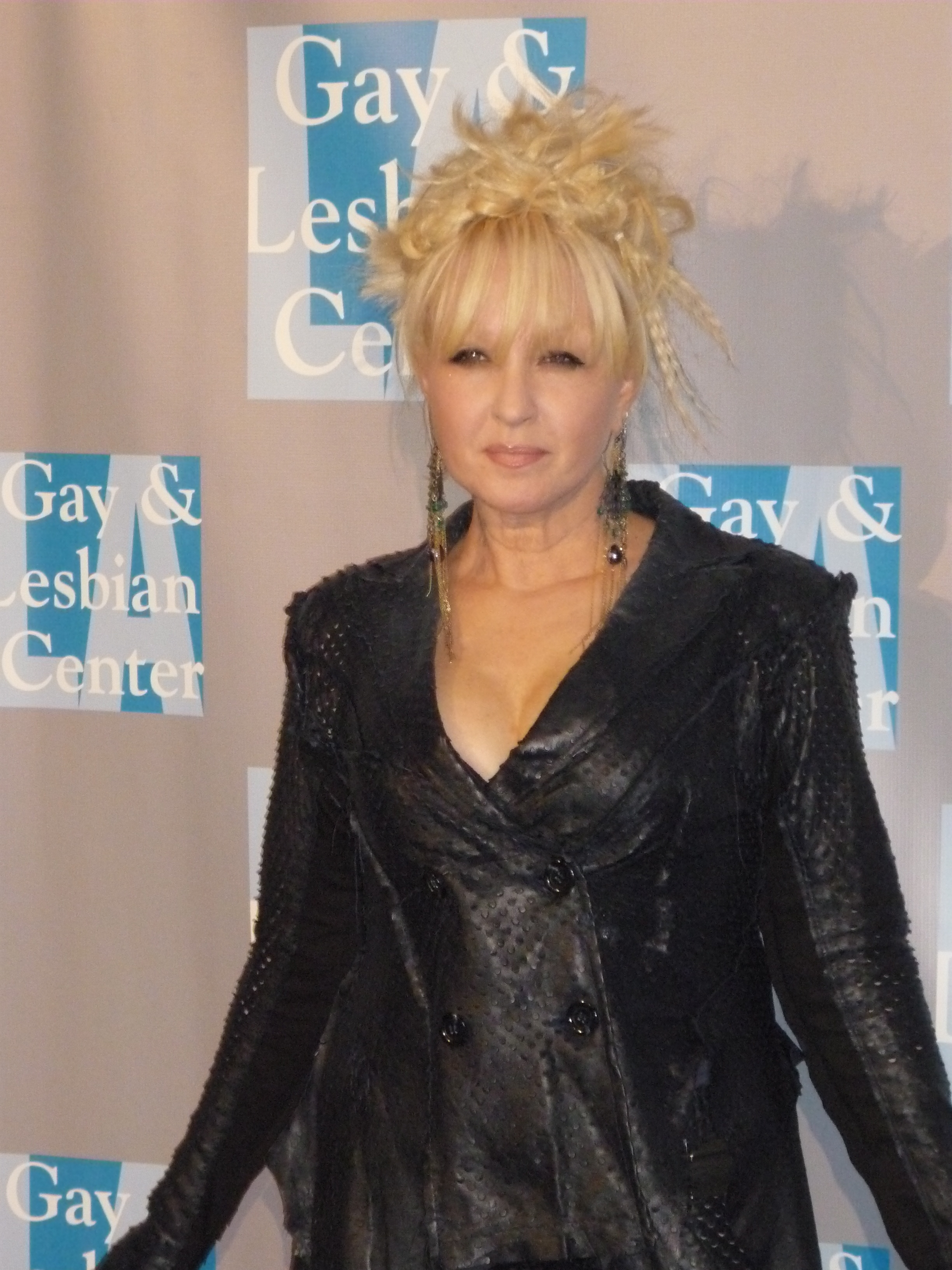
Cyndi Lauper nel 2008

Il nuovo album che pubblica Lauper s'intitola Bring Ya to the Brink. La notizia della pubblicazione di un album sul sito di Cyndi Lauper viene data il 4 aprile: negli USA, Bring Ya to the Brink esce il 27 maggio. Cyndi Lauper promuove Set Your Heart, in Giappone, con uno showcase e alcune apparizioni TV, dove rilascia interviste e dove si esibisce in varie performance dal vivo, annunciando inoltre il suo ritorno con alcune date ed un tour. Negli USA, viene pubblicato, il 6 maggio 2008 Same Ol' Story, singolo digitale per ITunes, con 7 remix. Esso è il primo singolo estratto da Bring Ya to the Brink.
Tra settembre e novembre, Cyndi Lauper è stata in un tour mondiale che ha coinvolto il Giappone, l'Europa e l'America Latina. Il 23 settembre, parte da Osaka (Giappone) il tour mondiale Bring Ya to the Brink. Osaka, oltre ad essere la prima città ad aprire il nuovo tour della cantante, risulta una delle quattro date giapponesi ad avere il tutto esaurito. Il tour prosegue in gran parte del globo.
Nel mese di dicembre, l'album Bring Ya to the Brink ha ricevuto una nomination ai Grammy Awards come "Best Electronic/Dance Album".
Per l'album di Jake Shimabukuro, nel 2009 Cyndi Lauper ha registrato una nuova versione di Across The Universe dei Beatles; una versione differente rispetto a quella già registrata in passato, nel 1989, dalla stessa Lauper e mai pubblicata. Annullato il tour europeo, per promuovere il film, per Cyndi Lauper viene riorganizzato un altro tour, spostato, questa volta, negli Stati Uniti e suddiviso in 3 parti: 2 date, tra maggio e giugno, per lo Spring 2009 Tour; tra luglio e agosto, insieme anche a Rosie O'Donnell, con il tour Girls Night Out ed infine l'ultima parte, sempre nel mese di agosto, con altre 3 date per il Summer 2009 Tour.
Nel settembre 2009 Cyndi Lauper ha partecipato ad un'altra edizione di "VH1 Divas Live" insieme a Sheryl Crow, Jennifer Hudson e Leona Lewis; la sera stessa è stato mandato in onda su Fox, la première della quinta stagione del serial Bones con l'episodio "La voce dei tarocchi" in cui ha il ruolo di una sensitiva.

### 2010-2012: Memphis Blues ed il tour mondiale

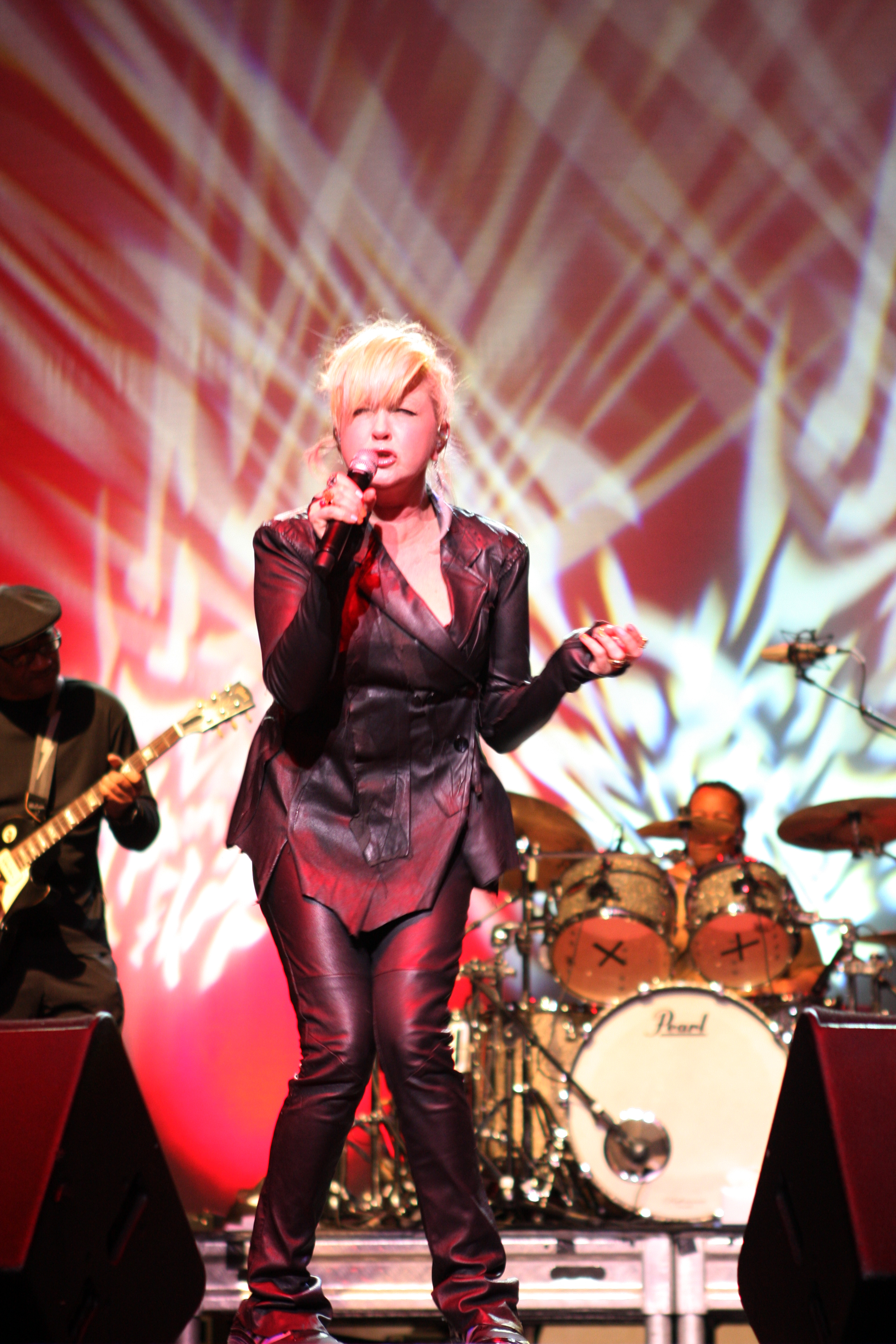
Cyndi Lauper nel 2011

Oltre a promuovere insieme a Lady Gaga due rossetti e due lipgloss, creati per una raccolta fondi del programma Viva Glam della MAC Cosmetics, il 23 maggio 2010 l'artista ha dato alle stampe l'album Memphis Blues, dedicato a un genere che da sempre ha influenzato la sua musica. L'album, registrato in analogico negli studi storici di Memphis, vanta nomi come Charlie Musselwhite, B.B. King, Anne Peebles e Johnny Lang.
Memphis Blues è stato per 15 settimane consecutive al primo posto della classifica degli album Blues di Billboard. Uscito in Italia il 28 settembre, l'album include cover di classici blues quali Just Your Fool, estratto come primo singolo, anche Cross Road Blues e Early in the Morning che vedono la presenza anche di B.B. King.
Reduce da una tournée americana e da una nomination ai Grammy nella categoria Blues Album per Memphis Blues, Lauper ha iniziato a febbraio 2011 una tournée mondiale ottenendo ben presto il tutto esaurito che ha toccato Sud America, Giappone e Australia. Per l'estate la parte europea ha previsto alcune date, anche in Italia, in alcuni festival nel Regno Unito, e in Danimarca.
Nel 2011, il 2 novembre è stato pubblicato To Memphis, With Love CD+DVD registrato a Memphis, nel dicembre 2010.
Oltre ad alcuni show TV statunitensi come The Rosie Showed, nel 2011 Lauper è stata ospite nello speciale musicale "Women Who Rock". Inoltre il 12 novembre 2011 ha preso parte a LGBT Center's 14th Annual Women's Event in cui ha presentato e riconosciuto Wanda Sykes con il premio Celebrity Activist Award.

## Filantropia

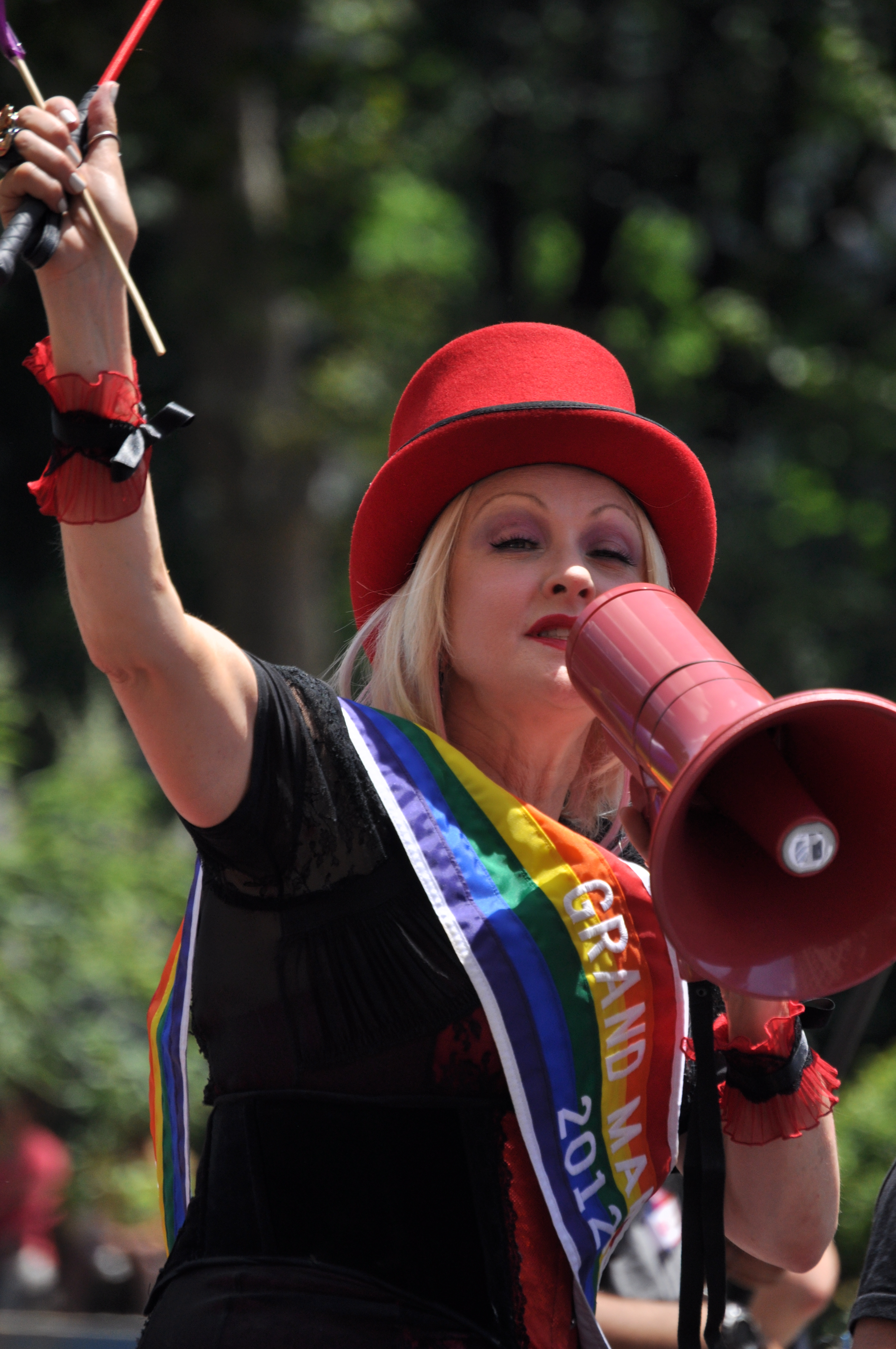
Cyndi Lauper al Gay Pride di New York City nel 2012

Cyndi Lauper, oltre che sostenitrice dei diritti LGBT, è uno dei volti che sostengono "Come Together", campagna contro l'AIDS e l'HIV.
Nel 2008 Cyndi Lauper ha fondato la True Colors United, un'associazione che aiuta i giovani LGBT senza casa o cacciati dalla suddetta. Grazie al suo costante impegno in questo ambito, nel dicembre 2019 l'artista è stata premiata dalle Nazioni Unite con il premio High Note Global Prize per essere «una voce e una partecipante attiva al cambiamento che ha ispirato le persone di tutto il mondo ad essere tolleranti e fedeli a loro stessi».

## Vita privata
Ha sposato l'attore David Thornton nel 1991, da cui ha avuto un figlio, Declyn Wallace Thornton (1997).

## Discografia

### Da solista
- 1983 – She's So Unusual
- 1986 – True Colors
- 1989 – A Night to Remember
- 1993 – Hat Full of Stars
- 1997 – Sisters of Avalon
- 1998 – Merry Christmas... Have a Nice Life
- 2003 – At Last
- 2004 – Shine
- 2005 – The Body Acoustic
- 2008 – Bring Ya to the Brink
- 2010 – Memphis Blues
- 2016 – Detour

Raccolte
- 1994 – Twelve Deadly Cyns...and Then Some
- 2005 – Hey Now! (Remixes & Rarities)
- 2008 – The essential Cindy Lauper

Remix
- 1989 – The Best Remixes
- 2009 – Floor Remixes

### Con i Blue Angel
- 1980 – Blue Angel

## Tournée
- 1984-1985 – The Fun Tour
- 1986-1987 – True Colors World Tour
- 1989 – A Night to Remember World Tour
- 1993-1994 – Hat Full of Stars Tour
- 1994-1995 – Twelve Deadly Cyns World Tour
- 1996-1997 – Sisters of Avalon Tour congiunto con il Wildest Dreams Tour di Tina Turner
- 1999 – The Summer Tour congiunto con il Do You Believe? Tour di Cher
- 2001 – The Shine Tour
- 2003-2004 – The At Last Tour
- 2005-2006 – The Body Acoustic Tour
- 2007 – True Colors Tour 2007 (USA e Canada)
- 2008 – Tour in Australia (febbraio-marzo: Perth, Melbourne, Sydney e Brisbane)
- 2008 – True Colors Tour 2008 (USA e Canada: giugno-luglio)
- 2008 – Bring Ya to the Brink World Tour (tour mondiale settembre, ottobre e novembre, tra Giappone, Europa e America Latina)
- 2009 – Spring 2009 Tour (23 maggio e 12 giugno 2009 negli USA); Summer 2009 Tour: Girls Night Out with Rosie O'Donnell (luglio e agosto 2009 negli USA)
- 2011-2012 – Memphis Blues Tour
- 2013–2014 – She's So Unusual: 30th Anniversary Tour
- 2016 – Detour
- 2024 – Girls Just Wanna Have Fun Farewell Tour

## Filmografia parziale

### Attrice

#### Cinema
- Prime Cuts, (1984) – cortometraggio musicale
- Voglia di ballare (Girls Just Want to Have Fun), regia di Alan Metter (1985) – non accreditata
- I Goonies (The Goonies), regia di Richard Donner (1985) – non accreditata
- The WWF's Amazing Managers, regia di Vince McMahon (1985) – Documentario
- The Life and Times of Captain Lou Albano, regia di Vince McMahon (1986) – Documentario
- Best of the WWF Volume 5, regia di Vince McMahon (1986) – Documentario
- Il segreto della piramide d'oro (Vibes), regia di Ken Kwapis (1988)
- Cercasi un colpevole disperatamente (Off and Running), regia di Edward Bianchi (1991)
- Cercasi superstar (Life with Mikey), regia di James Lapine (1993)
- Mrs. Parker e il circolo vizioso (Mrs. Parker and the Vicious Circle), regia di Alan Rudolph (1994)
- Elmocize (Sesame Street Elmocize), regia di Lisa Simon, Emily Squires, Jon Stone (1996)
- The Opportunists, regia di Myles Connell (2000)
- The Naked Brothers Band: The Movie, regia di Polly Draper (2005)
- Here and There, (Tamo i ovde), regia di Darko Lungulov (2009)
- Dirty Movie, regia di Jerry Daigle e Christopher Meloni (2011)

#### Televisione
- The Super Mario Bros. Super Show! – serie animata, episodio 1x64 (1989)
- Mother Goose Rock 'n' Rhyme, regia di Jeff Stein (1990) – Film TV
- Innamorati pazzi – serie TV, 4 episodi (1993–1999)
- Where Are They Now? – serie TV (1996)
- Raven – serie TV, episodio 3x13 (2005)
- Queer As Folk – serie TV, episodio 5x10 (2005)
- Gossip Girl – serie TV, episodio 2x10 (2008)
- 30 Rock – serie TV, episodio 3x22 (2009)
- Bones – serie TV, 5 episodi (2009–2017)
- Happily Divorced – serie TV, episodio 2x17 (2012)
- The 7PM Project (2016)
- Magnum PI – serie TV, episodio 1x05 (2018)
- Gli orrori di Dolores Roach (The Horror of Dolores Roach) – serie TV, episodi 1x05-1x06 (2023)

### Doppiatrice
- The Super Mario Bros. Super Show!, episodio Robo Koopa/Captain Lou Is Missing (1989)
- I Simpson, episodio Schermaglie fra generazioni (1999)
- Happily Ever After: Fairy Tales for Every Child – serie animata, 1 episodio (1999)
- Higglytown Heroes - 4 piccoli eroi – serie animata, 1 episodio (2004)
- Gli zonzoli – serie animata, 1 episodio (2007)
- Bob's Burgers – serie animata, 1 episodio (2012)
- Henry & Me, regia di Barrett Esposito lungometraggio animato (2014)

## Teatro
- Matters of the Heart, concerto a Broadway (2000)
- L'opera da tre soldi, musical a Broadway (2006)
- Kinky Boots, musical a Broadway (2013) – autrice
- SpongeBob SquarePants (2017) – sceneggiatrice

## Programmi televisivi
- WWWF Championship Wrestling – programma TV (1984)
- The Apprentice: The Celebrity Apprentice 3 – reality show, 1 episodio, (2009)
- Cyndi Lauper: Still So Unusual – reality show, 12 episodi, (2009)

## Doppiatrici italiane
Nelle versioni in italiano delle opere in cui ha recitato, Cyndi Lauper è stata doppiata da:
- Isabella Pasanisi ne Il segreto della piramide d'oro
- Lorena Bertini in Cercasi superstar
- Serena Verdirosi in The Opportunists
- Giò Giò Rapattoni in Bones
- Antonella Alessandro in Innamorati pazzi
- Georgia Lepore in Magnum P.I.

## Riconoscimenti

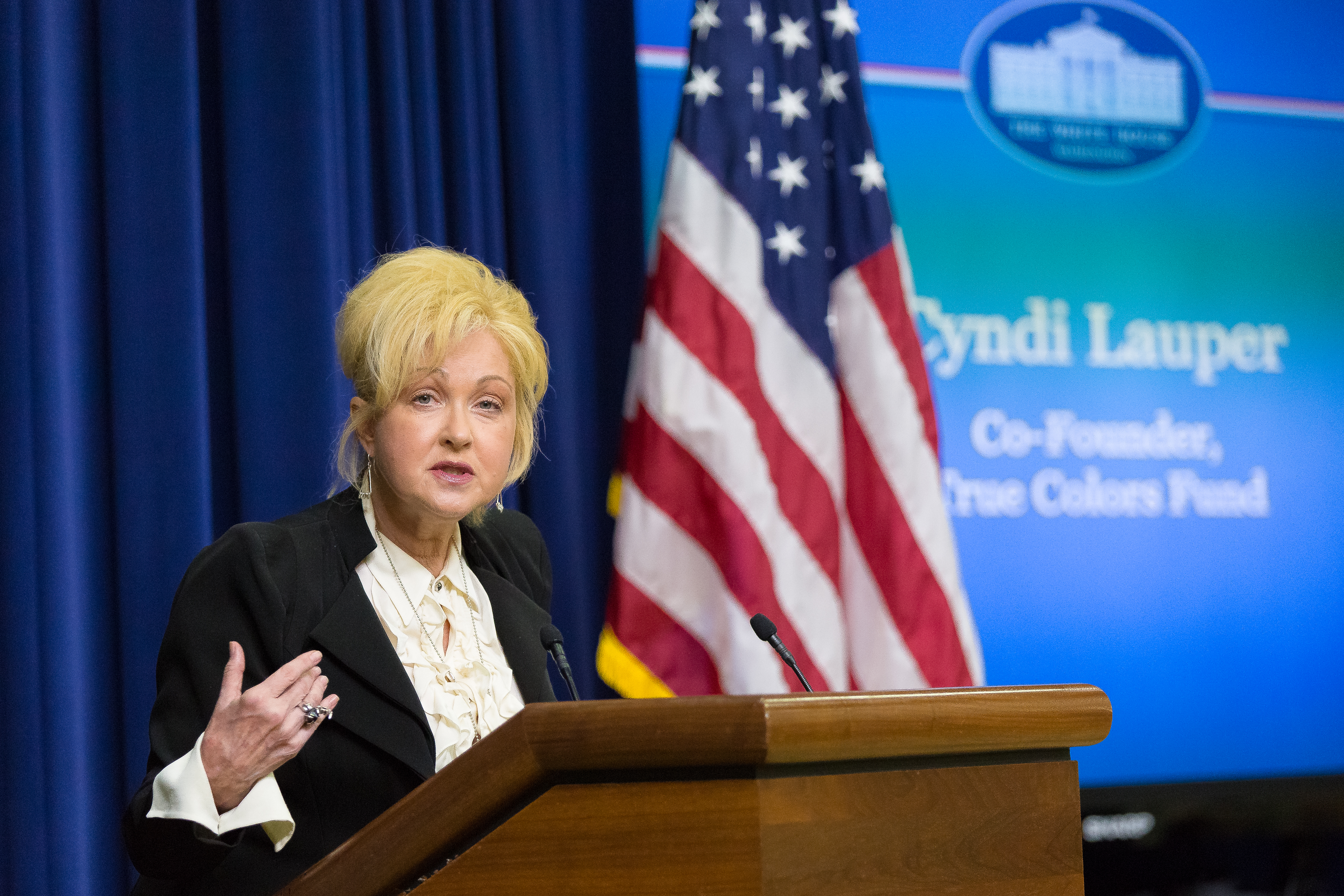
Cyndi Lauper nel 2015

Cyndi Lauper, tra i premi più importanti, ha vinto 2 Grammy Awards, 1 Tony Award ed 1 Emmy Award, oltre ad aver ricevuto una stella sulla Hollywood Walk of Fame ed essere stata inserita nella Songwriters Hall of Fame. Nel 2018 Billboard le ha consegnato l'Icon Award per il suo impatto nella musica pop.
Dal 16 ottobre 2006 Cyndi Lauper è entrata a far parte anche della Long Island Music Hall of Fame.
Nel 2009 è stata nominata "Ally of The Year", per essere da sempre vicina alla causa LGBT, dalla rivista Out che ha stilato un elenco dei 100 personaggi più influenti dell'anno. Nel dicembre 2019 l'artista è stata premiata dalle Nazioni Unite con il premio High Note Global Prize, per essere una attiva partecipante al sostegno della comunità LGBT.
La città di New York le riconosce un importante tributo il 27 gennaio 2011, dedicandole una linea di autotrasporti della Gray Line New York bus. Cyndi Lauper, che campeggia sulla carrozzeria del pullman a due piani, ha tagliato il nastro per la prima corsa del mezzo al Metropolitan Museum of Art, luogo dove nel 1983 registrò il video di Girls Just Want to Have Fun.